# ایزو کوئرسیتین
ایزو کوئرسیتین (به انگلیسی: Isoquercitin) با فرمول شیمیایی C21H20O12 یک ترکیب شیمیایی با شناسه پاب‌کم 5280804 است. که جرم مولی آن ۴۶۴٫۳۷ گرم بر مول می‌باشد. 